# Mahli
Mahli est un fils de Merari fils de Lévi. Ses descendants s'appellent les Mahlites.

## La famille de Mahli
Mahli est un fils de Merari et a un frère qui s'appelle Moushi,,,,.

## La famille des Mahlites
La famille des Mahlites dont l'ancêtre est Mahli sort du pays d'Égypte avec Moïse et est recensée dans le désert du Sinaï.
La famille des Mahlites dont l'ancêtre est Mahli est de nouveau recensée dans les plaines désertiques de Moab avant d'entrer dans le pays de Canaan.